# Davide Xausa
Davide Antonio Xausa (Vancouver, 10 de março de 1976) é um ex-futebolista profissional canadense que atuava como atacante.

## Carreira
Davide Xausa se profissionalizou no St. Catharines Wolves, em 1996.

## Seleção
Davide Xausa integrou a Seleção Canadense de Futebol na Copa das Confederações de 2001.

## Títulos
Canadá
- Copa Ouro da CONCACAF de 2000